# Chroesthes lanceolata
Chroesthes lanceolata är en akantusväxtart som först beskrevs av T. And., och fick sitt nu gällande namn av B. Hansen. Chroesthes lanceolata ingår i släktet Chroesthes och familjen akantusväxter. Inga underarter finns listade i Catalogue of Life.